# Transició vidre-líquid

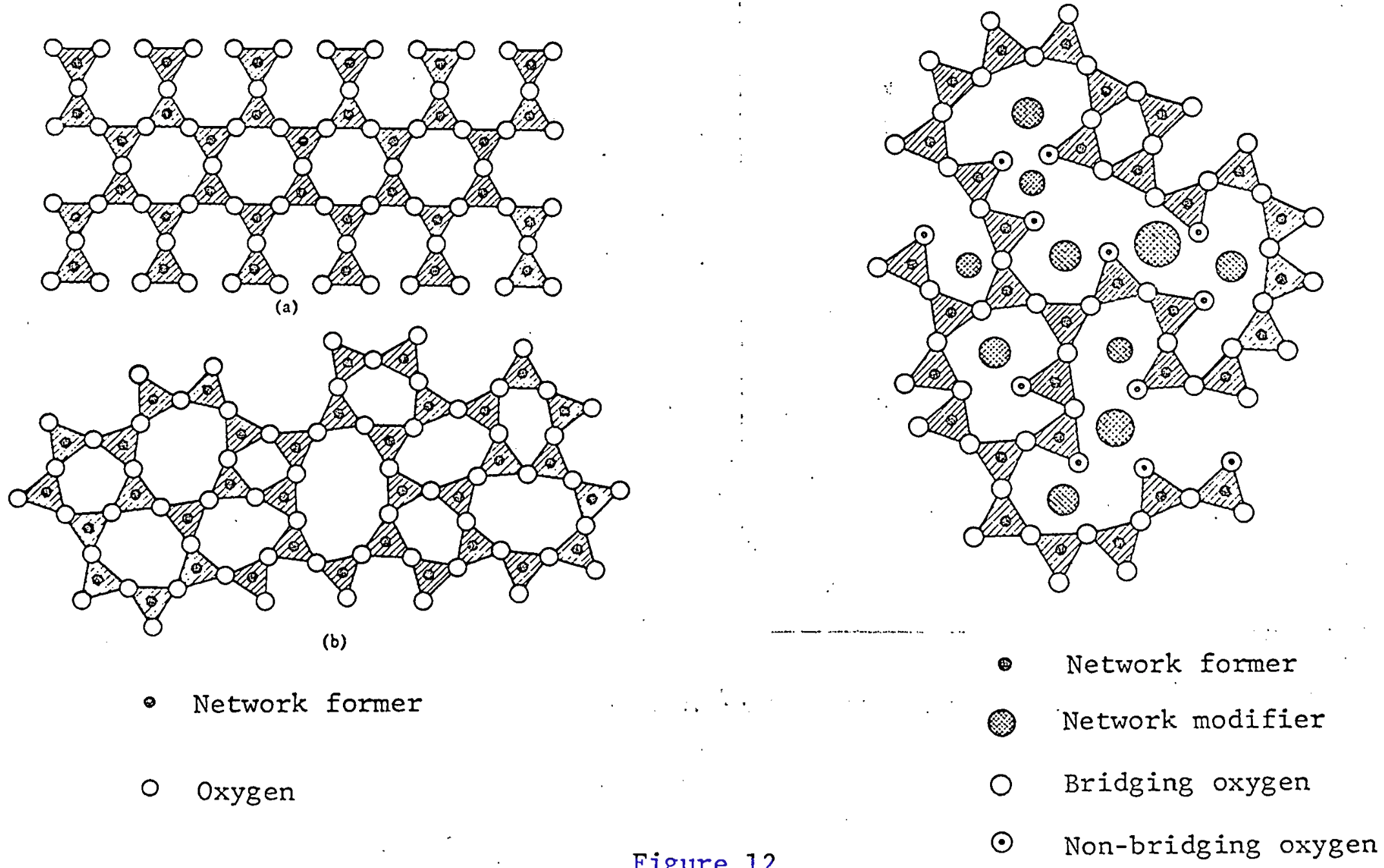
Representació esquemàtica bidimensional de les xarxes de quars (a), sílice (b) i de vidres a base de sílice (c).

La transició vidre-líquid, o transició vítria, és la transició gradual i reversible en materials amorfs (o en regions amorfes dins de materials semicristal·lins) d'un estat "vitri" dur i relativament fràgil a un estat viscós o gomós a mesura que augmenta la temperatura. Un sòlid amorf que presenta una transició vítria s'anomena vidre. La transició inversa, que s'aconsegueix superrefredant un líquid viscós a l'estat vitri, s'anomena vitrificació.
La temperatura de transició vítria Tg d'un material caracteritza l'interval de temperatures en què es produeix aquesta transició vítria (com a definició experimental, normalment marcada com a 100 s de temps de relaxació). Sempre és inferior a la temperatura de fusió, Tm, de l'estat cristal·lí del material, si n'hi ha, perquè el vidre té un estat energètic (o entalpia a pressió constant) més elevat que el cristall corresponent.
Els plàstics durs com el poliestirè i el poli(metacrilat de metil) s'utilitzen molt per sota de les seves temperatures de transició vítria, és a dir, quan es troben en estat vitri. Els seus valors de Tg es troben al voltant de 100 °C (212 °F). Els elastòmers de cautxú com el poliisoprè i el poliisobutilè s'utilitzen per sobre de la seva Tg, és a dir, en estat gomós, on són tous i flexibles; la reticulació impedeix el flux lliure de les seves molècules, donant així al cautxú una forma fixa a temperatura ambient (a diferència d'un líquid viscós).
Malgrat el canvi en les propietats físiques d'un material a través de la seva transició vítria, la transició no es considera una transició de fase ; més aviat és un fenomen que s'estén sobre un interval de temperatura i es defineix per una de diverses convencions. Aquestes convencions inclouen una velocitat de refredament constant ( 20 kelvins per minut (36 °F/min) ) i un llindar de viscositat de 1012 Pa·s, entre d'altres. En refredar-se o escalfar-se a través d'aquest interval de transició vítria, el material també presenta un pas suau en el coeficient d'expansió tèrmica i en la calor específica, i la ubicació d'aquests efectes depèn de nou de la història del material. La qüestió de si alguna transició de fase subjau a la transició vítria és una qüestió d'investigació en curs.

## Característiques
La transició vítria d'un líquid a un estat semblant al sòlid pot ocórrer amb refredament o compressió. La transició comprèn un augment suau de la viscositat d'un material de fins a 17 ordres de magnitud dins d'un interval de temperatura de 500 K sense cap canvi pronunciat en l'estructura del material. Aquesta transició contrasta amb la transició de congelació o cristal·lització, que és una transició de fase de primer ordre a la classificació d'Ehrenfest i implica discontinuïtats en les propietats termodinàmiques i dinàmiques com el volum, l'energia i la viscositat. En molts materials que normalment experimenten una transició de congelació, el refredament ràpid evitarà aquesta transició de fase i, en canvi, donarà lloc a una transició vítria a una temperatura més baixa. Altres materials, com ara molts polímers, no tenen un estat cristal·lí ben definit i formen fàcilment vidres, fins i tot després d'un refredament o compressió molt lents. La tendència d'un material a formar un vidre mentre s'està refredant s'anomena capacitat de formació de vidre. Aquesta capacitat depèn de la composició del material i es pot predir mitjançant la teoria de la rigidesa.
Per sota de l'interval de temperatura de transició, l'estructura vítria no es relaxa d'acord amb la velocitat de refredament utilitzada. El coeficient d'expansió per a l'estat vitri és aproximadament equivalent al del sòlid cristal·lí. Si s'utilitzen velocitats de refredament més lentes, l'augment del temps perquè es produeixi la relaxació estructural (o reorganització intermolecular) pot donar lloc a un producte de vidre de major densitat. De la mateixa manera, mitjançant el recuit (i permetent així una relaxació estructural lenta), l'estructura de vidre amb el temps s'acosta a una densitat d'equilibri corresponent al líquid superrefredat a aquesta mateixa temperatura. Tg es troba a la intersecció entre la corba de refredament (volum versus temperatura) per a l'estat vitri i el líquid superrefredat.
La configuració del vidre en aquest interval de temperatura canvia lentament amb el temps cap a l'estructura d'equilibri. El principi de la minimització de l'energia lliure de Gibbs proporciona la força motriu termodinàmica necessària per al canvi final. A temperatures una mica més altes que Tg, l'estructura corresponent a l'equilibri a qualsevol temperatura s'aconsegueix amb força rapidesa. En canvi, a temperatures considerablement més baixes, la configuració del vidre roman sensiblement estable durant períodes de temps cada cop més llargs.
Per tant, la transició líquid-vidre no és una transició entre estats d'equilibri termodinàmic. Es creu àmpliament que el veritable estat d'equilibri sempre és cristal·lí. Es creu que el vidre existeix en un estat cinèticament bloquejat, i la seva entropia, densitat, etc., depenen de la història tèrmica. Per tant, la transició vítria és principalment un fenomen dinàmic. El temps i la temperatura són quantitats intercanviables (fins a cert punt) quan es tracta de vidres, un fet que sovint s'expressa en el principi de superposició temps-temperatura. En refredar un líquid, els graus de llibertat interns cauen successivament fora de l'equilibri. Tanmateix, hi ha un debat de llarga data sobre si hi ha una transició de fase de segon ordre subjacent en el límit hipotètic de temps de relaxació infinitament llargs.
En un model més recent de transició vítria, la temperatura de transició vítria correspon a la temperatura a la qual les obertures més grans entre els elements vibrants de la matriu líquida es tornen més petites que les seccions transversals més petites dels elements o parts d'ells quan la temperatura disminueix. Com a resultat de l'entrada fluctuant d'energia tèrmica a la matriu líquida, els harmònics de les oscil·lacions es pertorben constantment i es creen cavitats temporals ("volum lliure") entre els elements, el nombre i la mida de les quals depenen de la temperatura. La temperatura de transició vítria Tg0 definida d'aquesta manera és una constant material fixa de l'estat desordenat (no cristal·lí) que només depèn de la pressió. Com a resultat de la creixent inèrcia de la matriu molecular en aproximar-se a Tg0, l'establiment de l'equilibri tèrmic es retarda successivament, de manera que els mètodes de mesura habituals per determinar la temperatura de transició vítria en principi proporcionen valors de T g que són massa alts. En principi, com més lenta s'estableixi la velocitat de canvi de temperatura durant la mesura, més s'acostarà el valor de Tg mesurat Tg0. Es poden utilitzar tècniques com l'anàlisi mecànica dinàmica per mesurar la temperatura de transició vítria.

## Definicions formals
La definició del vidre i la transició vítria no estan establertes, i s'han proposat moltes definicions durant el segle passat.
Franz Simon: El vidre és un material rígid que s'obté de la congelació d'un líquid superrefredat en un interval de temperatura estret.
Zachariasen: El vidre és una xarxa topològicament desordenada, amb un ordre de curt abast equivalent al del cristall corresponent.
El vidre és un "líquid congelat" (és a dir, líquids on l'ergodicitat s'ha trencat), que es relaxa espontàniament cap a l'estat líquid superrefredat durant un temps prou llarg.
Els vidres són sòlids amorfs termodinàmicament fora de l'equilibri i cinèticament estabilitzats, en què el desordre molecular i les propietats termodinàmiques corresponents a l'estat de la fosa subrefredada respectiva a una temperatura T* estan congelats. En aquest sentit, T* difereix de la temperatura real T.
El vidre és un estat condensat de la matèria fora de l'equilibri, no cristal·lí, que presenta una transició vítria. L'estructura dels vidres és similar a la dels seus líquids superrefredats (SCL) originals, i es relaxen espontàniament cap a l'estat SCL. El seu destí final és solidificar-se, és a dir, cristal·litzar.

## Temperatura de transicióTg

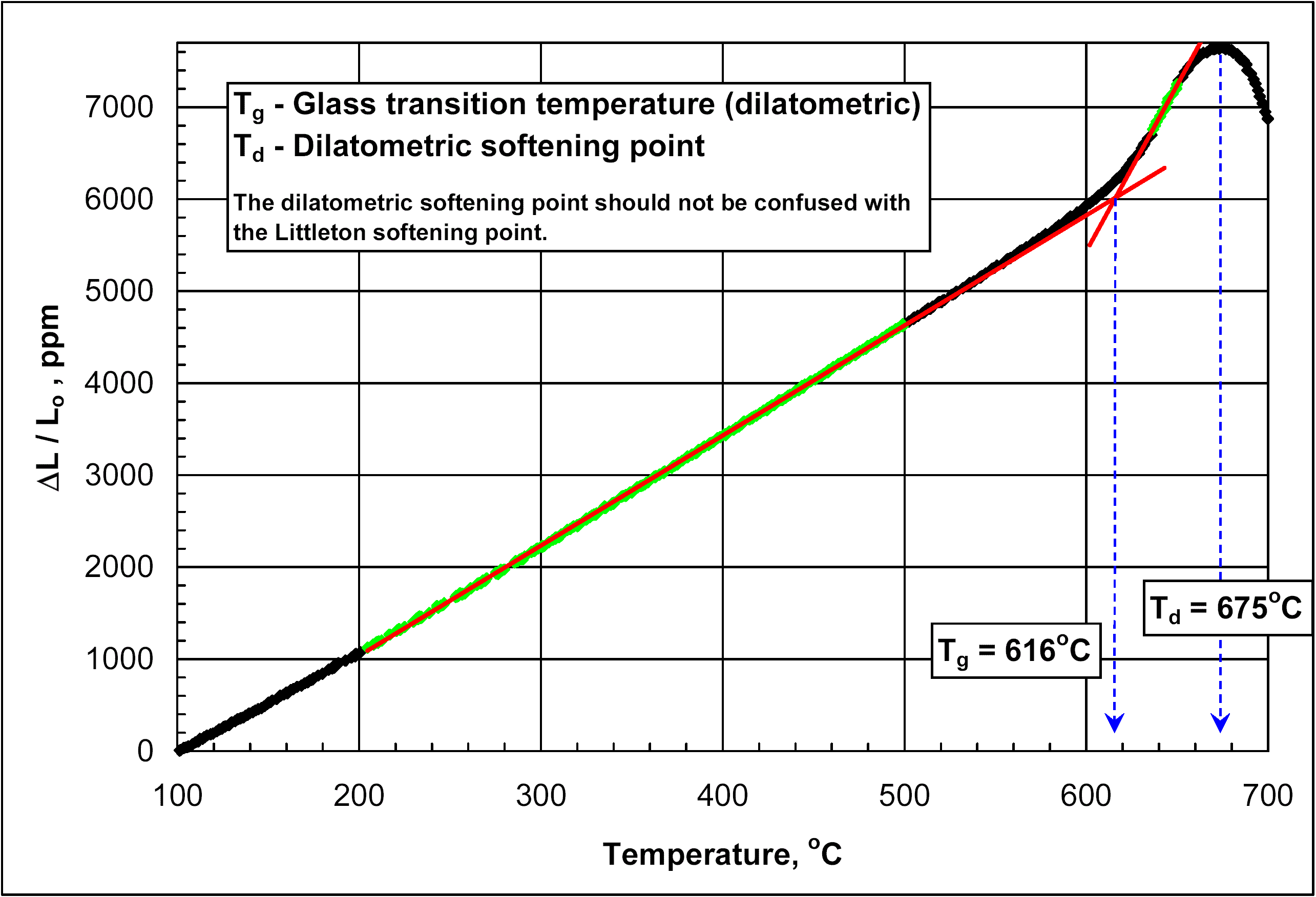
Determinació de T_{g} per dilatometria.

Vegeu la figura de la part inferior dreta que representa la capacitat calorífica en funció de la temperatura. En aquest context, Tg és la temperatura corresponent al punt A de la corba.

Mesura de T_{g} (la temperatura al punt A) per calorimetria diferencial d'escombratge

S'utilitzen diferents definicions operatives de la temperatura de transició vítria Tg, i diverses d'elles estan avalades com a estàndards científics acceptats. No obstant això, totes les definicions són arbitràries i totes donen resultats numèrics diferents: en el millor dels casos, els valors de Tg per a una substància determinada coincideixen dins d'uns pocs kelvins. Una definició es refereix a la viscositat, fixant Tg en un valor de 1013 poise (o 1012 Pa·s). Com s'ha demostrat experimentalment, aquest valor és proper al punt de recuit de molts vidres.
A diferència de la viscositat, l'expansió tèrmica, la capacitat calorífica, el mòdul de cisallament i moltes altres propietats dels vidres inorgànics mostren un canvi relativament sobtat a la temperatura de transició vítria. Qualsevol pas o doblec d'aquest tipus es pot utilitzar per definir Tg. Perquè aquesta definició sigui reproduïble, cal especificar la velocitat de refredament o escalfament.
La definició més utilitzada de Tg utilitza l'energia alliberada en escalfar-se en calorimetria diferencial d'escombratge (DSC, vegeu la figura). Normalment, la mostra es refreda primer amb 10 K/min i després s'escalfa amb la mateixa velocitat.
Una altra definició de Tg utilitza el retorç en dilatometria (també coneguda com a expansió tèrmica): vegeu la figura de dalt a la dreta. Aquí, taxes d'escalfament de 3–5 K/min (5.4–9.0 °F/min) són habituals. Les seccions lineals per sota i per sobre de Tg són de color verd. Tg és la temperatura a la intersecció de les línies de regressió vermelles.
A continuació es resumeixen els valors de Tg característics de certes classes de materials.
| Polímer                                     | Tg (°C) |
| ------------------------------------------- | ------- |
| Polietilè de baixa densitat (LDPE)          | −125    |
| Pneumàtic (pneu)                            | −70     |
| Poli(fluoret de vinilidè) (PVDF)            | −35     |
| Polipropilè (PP) (atàtic)                   | −20     |
| Pol(fluoret de vinila) (PVF)                | −20     |
| Polipropilè (PP) (isotàtic)                 | 0       |
| Poli-3-hidroxibutirat (PHB)                 | 15      |
| Poli(acetato de vinila) (PVAc)              | 30      |
| Poli(clorotrifluoroetilè) (PCTFE)           | 45      |
| Poli(tereftalat d'etilè) (PET)              | 70      |
| Poli(cloret de vinila) (PVC)                | 80      |
| Poli(alcohol vinílic) (PVA)                 | 85      |
| Poliestirè (PS)                             | 95      |
| Poli(metacrilat de metila) (PMMA) (atático) | 105     |
| Poli(acrilonitrila-butadiè-estirè) (ABS)    | 105     |
| Politetrafluoroetilè (PTFE)                 | 115     |
| Policarbonat (PC)                           | 145     |
| Polissulfona                                | 185     |
| Polinorbornè                                | 215     |